# Salem Radio Network
Salem Radio Network — американская радиосеть, специализирующаяся на синдицированной трансляции разговорных ток-шоу, музыки и новостном программировании христианско-консервативной направленности. Является подразделением Salem Media Group. Контролирует 117 радиостанций и имеет 2 700 радиостанций — партнёров в США.

## История
В начале 1980-х годов Стюарт Эпперсон и Эдвард Дж. Атсингер создали компанию Salem Communications, объединив свои радиостанции в Северной Каролине и Калифорнии.. В дальнейшем они начали приобретать активы в Бостоне, Сан-Антонио, Нью-Йорке, Сан-Франциско и Калифорнии. В 1985 году компания имела 14 радиостанций.
В 1990-х в формат радиостанций вошла современная христианская музыка (большая часть радиостанций под этим форматом использовала бренд «The Fish»), news talk (branded as «The Answer»), испаноязычный христианский контент и бизнес-программы.
В августе 2000 года у Clear Channel Communications за приблизительно 185,6 млн долл. было приобретено восемь радиостанций (KEZY-AM и KXMX-FM в Лос-Анджелесе, KDGE-FM в Далласе, KALC-FM в Денвере, WKNR-AM и WRMR-AM в Кливленде, WBOB-AM и WYGY-FM в Цинциннати), что стало крупнейшей сделкой в истории Salem. К этому моменту SRN контролировала 70 радиостанций.
Salem Radio Network производит несколько разговорных ток-шоу и 24-часовую новостную службу, которые используют 2 700 радиостанций — филиалов в США. Компания контролировала 117 радиостанций на 38 рынках, конкурируя с CBS Radio за позицию пятого крупнейшего радиовещателя США.
Являлось организатором и информационным партнёром республиканских президентских дебатов. Основатели радиосети Salem Radio Network и медиахолдинга Salem Media Group Стюарт Эпперсон и Эдвард Дж. Атсингер являются членами консервативной организации Совет по национальной политике.

### Формат
SRN имеет четыре радиоформата:
- SRN News
- SRN Talk — девять программ в формате ток-шоу, выходящих по будням и выходным.
- Salem Music Network — три формата христианской музыки: Today’s Christian Music, The Word In Praise, and Solid Gospel.
- SRN Weekend — программы для уик-энда.